# オリビエ・パニス
オリビエ・ジャン・ドニ・マリー・パニス（Olivier Jean Denis Marie Panis, 1966年9月2日 - ）は、フランス出身のレーシングドライバー。フランス語での発音に基づいた姓の日本語表記は「パニ」。1993年の国際F3000選手権チャンピオン。
息子のオーレリアン・パニスもレーシングドライバーである。

## 経歴

### 少年期
グルノーブル地方・リヨン西部にあるウラン地区で生まれる。父・ジャンはモータースポーツ愛好家のドーナツパン職人で、パニスが生まれる前の1960年代にはヒルクライムレースにクラシックF1フェラーリで出場し、カートレース場とカートチームを運営するほどだった。父はパニスに10歳の時からレーシングカートの練習を開始させるが、パニス自身はプロサッカー選手になる事を当時第一目標にしており、300人の応募者がいた強豪ユースチームのセレクションで9人の合格者の中に入るなど力量もあった為、並行して2つの競技をしていた。サッカーのほかにも自転車競技やボクシングのサンドバッグなどのトレーニング器具が自宅にある環境で育った。学校を16歳で卒業すると、地元の「普通のガレージ」のメカニックとして約3年間勤務した。
18歳になると父に「四輪レースを本格的にやりたい」と話をするが、父は「もう一年カートで腕を磨け」と125ccのカートでマシンコントロールを徹底的に叩き込まれた。

### ジュニアフォーミュラ
レースキャリアを開始すると早くから才能を認められ、自身のレースキャリアで最も大きな分岐点だったと語る「ボラン・エルフ」のレースで勝ち、フランスのオイルメーカー、エルフ賞を受賞。以後はエルフからのサポートを受けながらフォーミュラ・ルノーに参戦するチャンスを得る。それまでもパニスはフランスカート界で60勝以上を挙げ、フランスの地方大会や国内大会では順調に勝ちを重ねていたが、世界選手権になるとメカニカルトラブルで結果を残せず、「あきらめようと思ったことも何度かあったし、別の仕事も考えた」というが、エルフ賞を得て以後は順調にジュニアフォーミュラをステップアップする。フォーミュラ・ルノーでは1989年にチャンピオンを獲得し、1990年にステップアップしたフランスF3選手権では、二年目の1991年シーズンに5勝を挙げランキング2位に入る。
1992年、アポマトクスにエマニュエル・コラールのチームメイトとして加入し、国際F3000選手権へとステップアップ。同年の国際F3000はレイナード勢が優勢の中、劣勢のローラ・T92での参戦だったが2度の表彰台を獲得しランキング10位に入った。1993年にDAMSへと移籍。ここでレイナードを得たパニスは開花し、デビッド・クルサード、ペドロ・ラミー、ジル・ド・フェランとの争いを勝ち抜きシーズン3勝を挙げ、国際F3000シリーズチャンピオンを獲得した。スーパーライセンスの資格を得て、堂々の実績を持ってF1の母国チーム・リジェへの加入が決まる。

### リジェ/プロスト時代
1994年開幕戦でF1デビュー。同年はオーナーが逮捕されるなどのドタバタが相次ぎ、マシン開発が停滞したものの、ドイツGPで2位に入り初入賞、及び初表彰台を記録。最終的にこれを含めた入賞は3回だったが、チームメイトで同国の先輩・エリック・ベルナールをシーズンを通して上回り、16戦中15レースで完走する高い安定感を見せた（第13戦ポルトガルGPは完走したものの、スキッドブロックの規定に引っかかり失格したため、それを除けば16戦中14戦完走）。F1デビュー当時は英語が上手く話せず、グランプリの記者会見では通訳と同伴した。

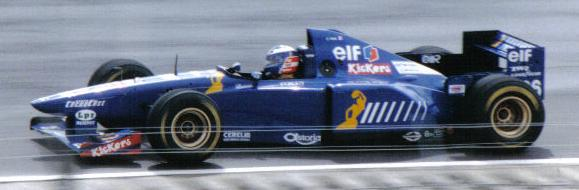
1995年イギリスGPでリジェ・JS41をドライブするパニス

新たに無限ホンダエンジンを獲得した1995年は、最終戦オーストラリアGPでは終盤、首位走行のデイモン・ヒルから2周遅れながら2位を走行中に、車両から白煙を吹いたが、最後までマシンを労わりながら走行し、2位表彰台を飾った。上記での2位表彰台を含め、他にも2度の4位を記録するなど同年は16ポイントを獲得しランキング8位を記録した。

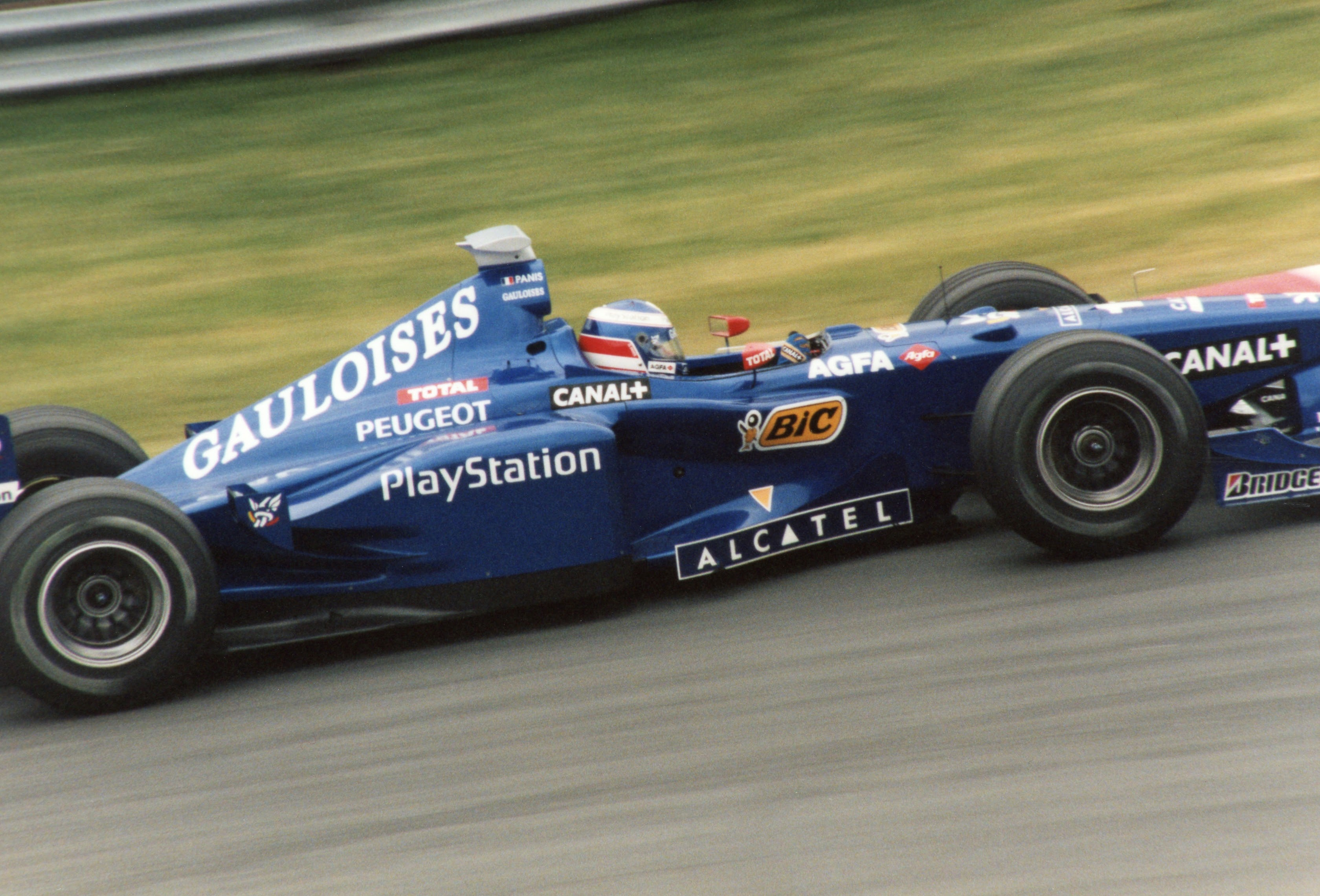
プロスト・AP01をドライブするパニス（1998年）

1996年、リジェの資金繰りが悪化し、マシンも前年の改良型を使用する等苦しい戦いを強いられたが、過酷なサバイバルレースとなったモナコGPで、14番手スタートながら優勝した。これはパニスのF1キャリアで唯一の勝利であるとともに、リジェにとってF1での最終勝利、無限エンジンにとってのF1初優勝でもあった。
1997年、リジェはアラン・プロストに売却されプロスト・グランプリに改称され、パニスはエースとしてチームに残留した。この年から新規参入したブリヂストンタイヤのユーザーでは最も競争力があり、第2戦ブラジルGPで3位、第6戦スペインGPでは2位に入るなど好調を維持した。しかし、カナダGPの決勝レース中にコンクリートウォールに激突して両足を骨折。このカナダGP開幕時点でランキングは3位だったが、パニスのシーズンは事実上終了してしまった。シーズン終盤のルクセンブルクGPから復帰し、最終3レースに参戦したが、この3レースでの入賞はルクセンブルクでの6位だけで、ランキング9位となった。
1998年もプロストに残留したが、新たにプジョーエンジンを搭載したマシンの低い競争力に苦しめられた。パニスはF1キャリア唯一のシーズンノーポイントに終わり、チームとしてもチームメイトのヤルノ・トゥルーリが獲得した1ポイントのみに終わった。
1999年もプロストから出走したが、この年も前年よりはマシになったものの、マシンの競争力に苦しんだ。フランスGPでは予選3位、日本GPでは予選6位を記録し、決勝では一時3位を走行する場面が見られたが、シーズンを通じてはトゥルーリに遅れを取る場面が目立ち、獲得したポイントは2にとどまり、この年限りでリジェ時代を含めて6年間過ごしたプロストから放出。翌2000年のシートを確保できず、浪人生活を送ることとなった。

### マクラーレンTD時代
ウィリアムズから誘われたものの、1年の単年契約だったことにパニスが難色を示し破談。一方マクラーレンが、増大するテストワークのドライバー負荷を分散するため、2000年シーズンにサードドライバーの採用を決め、シートが決まっていないパニスにサードドライバー就任をオファーした。レースの出場機会はなくなるが、テスト走行する機会が多いことと、トップチームに所属するメリットを考慮してパニスはマクラーレンと契約した。
マクラーレンもミカ・ハッキネンやデビッド・クルサードのどちらかが欠場すれば、優勝経験者のパニスがリリーフドライバーとしてレースに出場できるという狙いや、特にクルサードがMP4-14の扱いに苦しみ苦戦していたこともあり、成績次第ではパニスと入れ換えるという思惑があったと報じられた。
経験豊富で速さもあり、フィードバックや開発能力が高いパニスをマクラーレン首脳陣は高く評価していた。ハッキネン、クルサード共にパニスの貢献度を賞賛し、ドライバーとしての価値が再び上がることになった。チームは破格の条件を提示して残留に務めたが、パニスはレース出場を望んで移籍を決断した。

### B・A・R時代

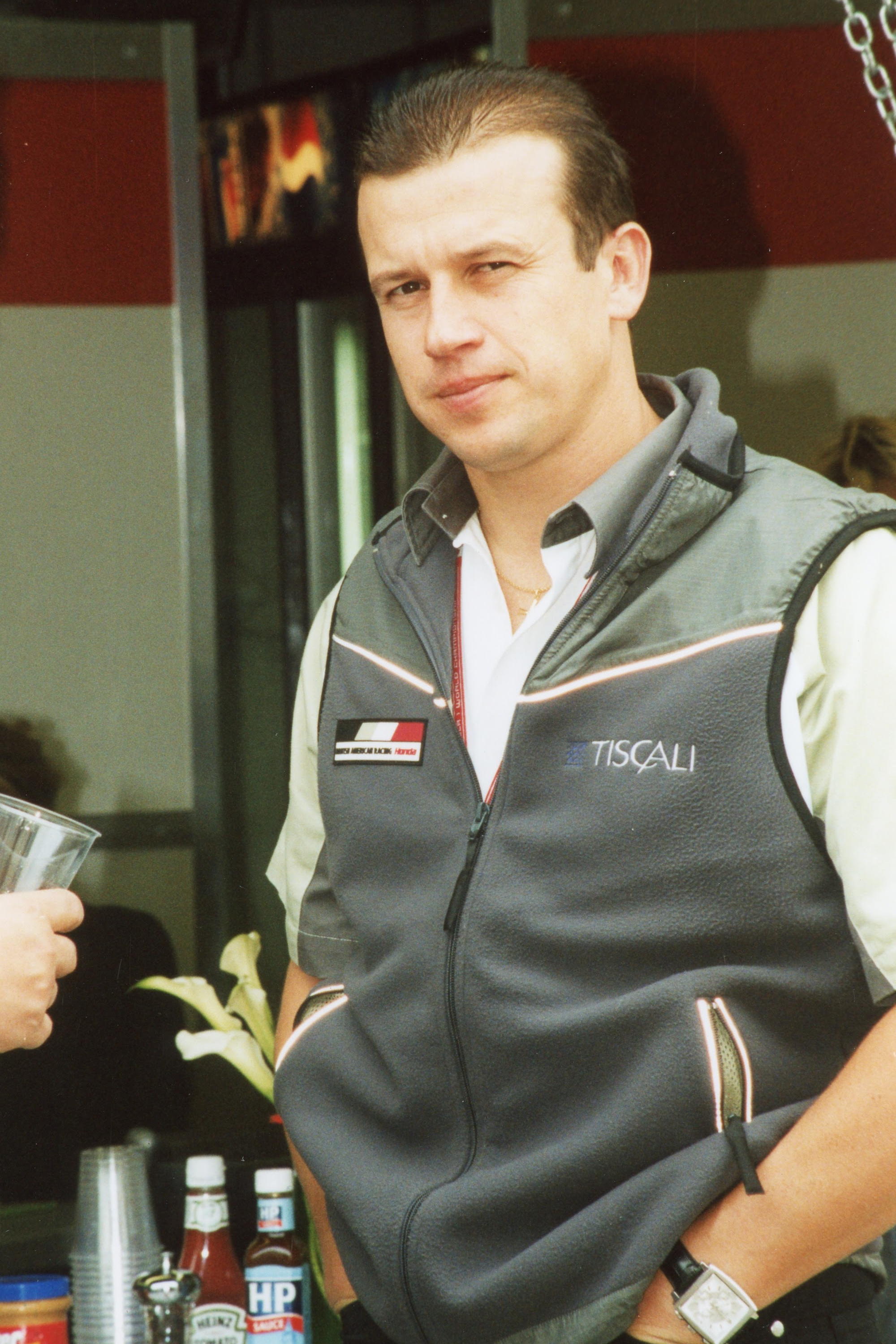
BAR時代（2002年）

マクラーレンでの働きを評価され、2001年からB・A・Rのレギュラードライバーとして契約した。しかしマシンの戦闘力不足もあり、2年間で入賞は4回。最高位は2001年ブラジルGPでの4位が最高で、2002年限りでB・A・Rを離脱した。

### トヨタ時代

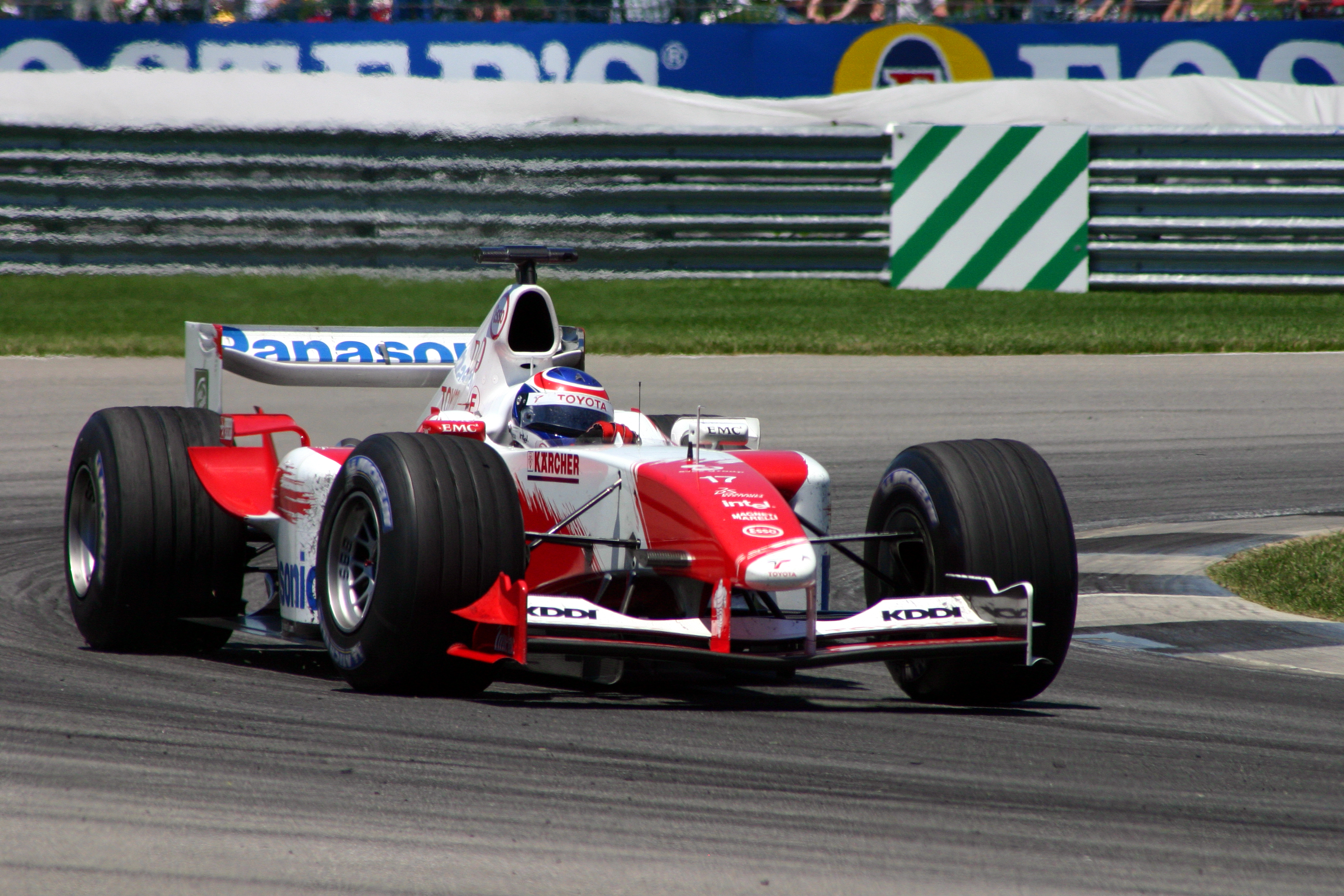
2004年アメリカGPにてトヨタ・TF104をドライブするパニス

2003年からトヨタへ移籍。開幕戦オーストラリアGPでは予選5位を獲得するものの、決勝では燃圧トラブルでリタイア。続く第2戦マレーシアGPでは決勝でフェラーリのルーベンス・バリチェロを追いかけ回す展開になるも、またしても燃圧トラブルでリタイア。第3戦ブラジルGPではジョーダンのラルフ・ファーマンのサスペンショントラブルに巻き込まれる形でリタイア。第4戦サンマリノGPでようやく9位完走を果たした。しかし、第5戦スペインGPでは予選6位を獲得するも、ギアボックストラブルでリタイア。第8戦カナダGPでようやく8位入賞を果たした。第10戦フランスGPでは8位入賞で自身初となる地元入賞を果たした。第12戦ドイツGPではこの時点でチーム最高位となる5位入賞を果たし、チームメイトの新人クリスチアーノ・ダ・マッタと共にダブル入賞を果たした。第15戦アメリカGPでは予選3位を獲得するも決勝は雨によるスピンでエンジンが止まりリタイア。トヨタにとって地元となる最終戦日本GPでは雨による幸運もあり予選4位につけるものの、雨を見越したセッティングで挑んだ決勝では雨は降らず10位完走に終わった。同年は6ポイントを獲得し、ドライバーズランキングは15位となった。
2004年はマシンの戦闘力不足により開幕戦から苦しい戦いが続いた。第6戦モナコGPではクラッチトラブルによりピットスタートを余儀なくされるが、完走10台というサバイバルレースでシーズン初の8位入賞を果たした。第9戦アメリカGPではセッティングがハマり、シーズン最高位となる5位入賞を果たした。シーズン途中で改良型のTF104Bが投入されるも、パフォーマンスが大きく改善されることなく、入賞は第14戦ベルギーGPのみ。そして、2004年の日本GPをもってレギュラードライバーを引退した。
2005年からは同チームのテストドライバーを務めた。シーズン開幕当初のレギュレーションでは金曜フリー走行に参加する資格を有していなかったが、レッドブルの働きかけによりレギュレーションが変更となったことから、パニスの引退によりフランス人ドライバーが不在となったことを憂慮したバーニー・エクレストンの要請を受けて、第10戦フランスGPのみ、リカルド・ゾンタに代わり第3ドライバーとして金曜フリー走行に出走することとなった。
2006年を最後にF1から完全に引退することとなったが、氷上レースにトヨタから参加することになった。

### F1引退後

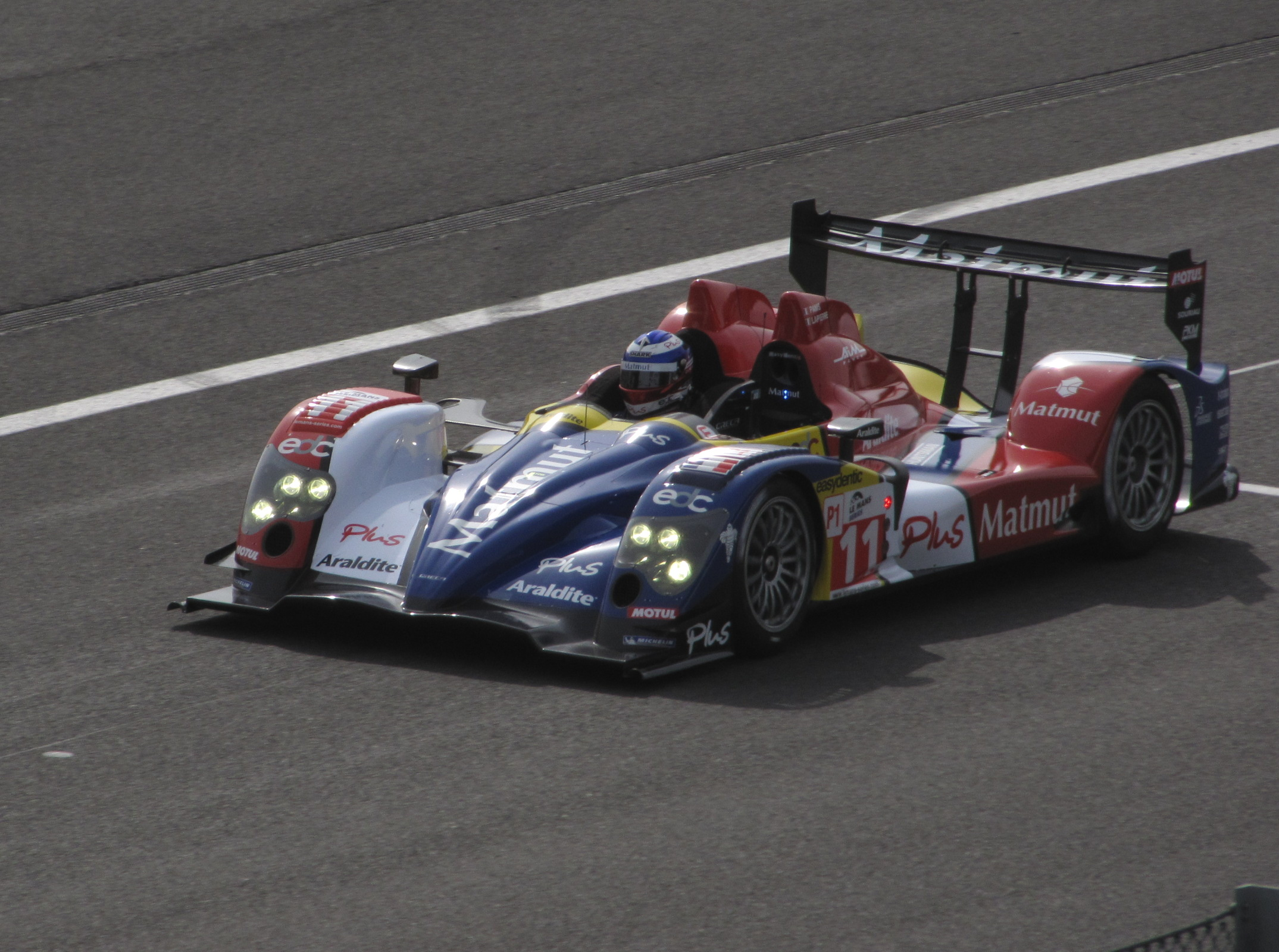
2009年のスパ1000kmレースでオレカ・01をドライブするパニス

A1グランプリの2007 - 2008年シーズンにおいて､フランスチームのスポーティングディレクターとして指揮を執ることが発表された｡
2008年にはオレカと契約してスポーツカーレース (LMP1) に転向。ル・マン・シリーズやアメリカン・ル・マン・シリーズに参戦し、2011年のセブリング12時間レースで優勝（マシンはプジョー・908 HDi FAP）。ル・マン24時間レースでは2009年と2011年に総合5位を記録した。2019年からは元サッカーフランス代表のファビアン・バルテズとコンビを組み、「パニス・バルテズ・コンペティヒョン」として、ブランパンGTシリーズに参戦。
氷上レースのアンドロス・トロフィーにも参戦し、50代を越えた今も現役活動を続けている。2018年には同トロフィー史上初めてガソリン車にEVで勝利したドライバーとなった。
また、ドライバーのマネージメントも行い、母国の後輩シャルル・ピックをサポート。2012年にF1デビューしたピックのマネージャーとして働いている。

## エピソード
- 妻のアンとは12年の交際期間を経て、F1シートを獲得した1994年の秋に息子のオウレリアンが生まれてから1996年1月に晴れて入籍した[1]。アンと出会ったのはカート場で、カートレーサーだったアンはフランス選手権で4位に入るような速さを持っていたが、パニスによれば「彼女の走りはクレイジーすぎて、デカいクラッシュも多かった」と述べている[1]。
- フランスの地元は山に囲まれた静かな環境で、街の人はパニスがF1レーサーだと知っているが、自由に行動できて快適だと語っている。ただし1995年シーズン終了後、「ファンレターはドイツや日本、東ヨーロッパから多く送ってもらいうれしい。でも今年は地元フランスからは年間5通だったんだ。もうすこし増えるよう頑張らないとね・笑」と話し、「日本やイタリアのファンの熱量はフランスではちょっと考えられないよ! 鈴鹿やモンツァでファンに囲まれたときはとても驚いた。フランスであんなに囲まれちゃうことは無いからね。」とF1デビュー後の各国の感想を語っている。
- F1参戦初期は英語が得意ではなかったが、無限エンジンのスタッフと共同作業するようになった1995年、無限のエンジニアとの英語での会話で、かなり上達したという。パニスはその理由を「僕の英語もひどかったけど、無限の日本人スタッフの英語も母国語じゃないからゆっくりに聞こえたんだと思う。何を言ってるのか完璧に聞き取れたし、お互い英語に不自由しているからかえって何を伝えたいのか真剣に聞くし、面白い現象だったね。」と語る。
- F1デビューが決まると、父・ジャンが考案した特製重り付きヘルメットで首を訓練した。これは使い古しのヘルメットの両側に重りをぶら下げ、それを着用してカートで何時間もコースを走りまくるというもので、この特訓のおかげでF1デビュー戦でも首には全く問題が生じなかった。
- 1996年に、それまでペイ・ドライバーとして「700万ドルを持つ男」と多額のスポンサーマネーばかりが注目されていたブラジリアン、ペドロ・ディニスがリジェに加入しチームメイトとなったテスト初日を終え、「彼（ディニス）は言われてるほどひどいドライバーじゃないと今日見て思ったよ。みんな（ジャーナリスト）が思ってるよりいいドライバーだし、F1でポイントを取ることも可能だと思うよ」とコメントした。しかし前年の走りを見たほとんどのジャーナリストはディニスのポイント獲得は不可能だと考え、ピエロのように扱い続けたが、パニスの言葉通りディニスはこの年2度の6位以内入賞に成功。これを契機にディニスはレーサーとしての評価を受けることが増え始めたが、パニスは公平な目で早くにそれを指摘していた。
- プロスト・グランプリ発足の1997年、チームの重要なディスカッションが全てフランス語で行われるなど、チームメイトの中野信治[注釈 4]はチーム内で何かと冷遇を受けていた。パニスにとってはライバルでもあるが、あまりの中野への冷遇振りにチームメイトとして心を痛め、｢シンジにも彼が走りやすい環境を作ってやってほしい｣と苦言をアラン・プロストに呈した。しかし、最後まで待遇改善は行われず、結局中野がプロスト・グランプリを去ることとなったシリーズ最終戦の終了後、「力になれなくて本当にすまなかった」と、涙ながらに中野に詫びたという。2019年10月、WTCRに参戦している息子のオーレリアンのサポートで鈴鹿サーキットを訪れ、中野と再会している[6]。
- マクラーレンの初テストでパニスのシートには、赤ワインとカマンベールチーズが事前に置かれてあった。スタッフの粋な歓迎に、パニスはとても喜んだ。
- F1で3つの日本製エンジンメーカー（無限ホンダ、ホンダ、トヨタ）を経験した事がある数少ないドライバー。ちなみに、もう1人はプロスト時代のチームメイトのトゥルーリとミカ・サロ（無限ホンダ、ヤマハ、トヨタ）。
- F1に現役参戦していた時期から、パニス自身も若き日に学んだフランスの「ウィンフィールド・レーシングスクール」でコーチとして授業を受け持ち、フランスの若手レーサー育成に心を配っていた。
- 1996年にパニスが優勝した後、2020年イタリアグランプリのピエール・ガスリーまでフランス人ドライバーのF1優勝は24年間なかった[7]。

## レース戦績

### フランス・フォーミュラ3選手権
| 年     | エントラント            | シャーシ      | エンジン       | 1       | 2     | 3     | 4     | 5     | 6      | 7     | 8      | 9     | 10    | 11      | 12     | 順位 | ポイント |
| ------ | ----------------------- | ------------- | -------------- | ------- | ----- | ----- | ----- | ----- | ------ | ----- | ------ | ----- | ----- | ------- | ------ | ---- | -------- |
| 1990年 | エキュリ・エルフ-ジタン | ダラーラ F390 | アルファロメオ | LED 2   | NOG 7 | MAG 3 | PAU 2 | CHA 7 | ROU 18 | LEC 3 | DIJ 11 | ALB 4 | MAG 4 | BUG Ret | CET 10 | 4位  | 70       |
| 1991年 | La Filière Elf          | ダラーラ F391 | アルファロメオ | NOG Ret | LED 8 | MAG 1 | PAU 1 | DIJ 8 | CHA    | ROU 2 | MAG 7  | ALB 1 | BUG 6 | CET 1   | ARN 1  | 2位  | 103      |

- 太字はポールポジション、斜字はファステストラップ。

### 国際F3000選手権
| 年     | チーム       | シャーシ       | エンジン       | 1     | 2       | 3       | 4       | 5      | 6       | 7       | 8       | 9       | 10    | 順位 | ポイント |
| ------ | ------------ | -------------- | -------------- | ----- | ------- | ------- | ------- | ------ | ------- | ------- | ------- | ------- | ----- | ---- | -------- |
| 1992年 | アポマトクス | ローラ T92/50  | コスワース DFV | SIL 3 | PAU Ret | CAT 7   | PER Ret | HOC 20 | NÜR Ret | SPA Ret | ALB Ret | NOG Ret | MAG 2 | 10位 | 10       |
| 1993年 | DAMS         | レイナード 93D | コスワース DFV | DON 3 | SIL 6   | PAU Ret | PER Ret | HOC 1  | NÜR 1   | SPA 1   | MAG 10  | NOG Ret |       | 1位  | 32       |

### F1
| 年     | エントラント | シャシー | 1       | 2       | 3       | 4       | 5       | 6       | 7       | 8       | 9       | 10      | 11      | 12      | 13      | 14      | 15      | 16      | 17      | 18  | 19  | WDC  | ポイント |
| ------ | ------------ | -------- | ------- | ------- | ------- | ------- | ------- | ------- | ------- | ------- | ------- | ------- | ------- | ------- | ------- | ------- | ------- | ------- | ------- | --- | --- | ---- | -------- |
| 1994年 | リジェ       | JS39B    | BRA 11  | PAC 9   | SMR 11  | MON 9   | ESP 7   | CAN 12  | FRA Ret | GBR 12  | GER 2   | HUN 6   | BEL 7   | ITA 10  | POR DSQ | EUR 9   | JPN 11  | AUS 5   |         |     |     | 11位 | 9        |
| 1995年 | リジェ       | JS41     | BRA Ret | ARG 7   | SMR 9   | ESP 6   | MON Ret | CAN 4   | FRA 8   | GBR 4   | GER Ret | HUN 6   | BEL 9   | ITA Ret | POR Ret | EUR Ret | PAC 8   | JPN 5   | AUS 2   |     |     | 8位  | 16       |
| 1996年 | リジェ       | JS43     | AUS 7   | BRA 6   | ARG 8   | EUR Ret | SMR Ret | MON 1   | ESP Ret | CAN Ret | FRA 7   | GBR Ret | GER 7   | HUN 5   | BEL Ret | ITA Ret | POR 10  | JPN 7   |         |     |     | 9位  | 13       |
| 1997年 | プロスト     | JS45     | AUS 5   | BRA 3   | ARG Ret | SMR 8   | MON 4   | ESP 2   | CAN 11  | FRA     | GBR     | GER     | HUN     | BEL     | ITA     | AUT     | LUX 6   | JPN Ret | EUR 7   |     |     | 9位  | 16       |
| 1998年 | プロスト     | AP01     | AUS 9   | BRA Ret | ARG 15  | SMR 11  | ESP 16  | MON Ret | CAN Ret | FRA 11  | GBR Ret | AUT Ret | GER 15  | HUN 12  | BEL DNS | ITA Ret | LUX 12  | JPN 11  |         |     |     | NC   | 0        |
| 1999年 | プロスト     | AP02     | AUS Ret | BRA 6   | SMR Ret | MON Ret | ESP Ret | CAN 9   | FRA 8   | GBR 13  | AUT 10  | GER 6   | HUN 10  | BEL 13  | ITA 11  | EUR 9   | MAL Ret | JPN Ret |         |     |     | 15位 | 2        |
| 2001年 | BAR          | 003      | AUS 7   | MAL Ret | BRA 4   | SMR 8   | ESP 7   | AUT 5   | MON Ret | CAN Ret | EUR Ret | FRA 9   | GBR Ret | GER 7   | HUN Ret | BEL 11  | ITA 9   | USA 11  | JPN 13  |     |     | 14位 | 5        |
| 2002年 | BAR          | 004      | AUS Ret | MAL Ret | BRA Ret | SMR Ret | ESP Ret | AUT Ret | MON Ret | CAN 8   | EUR 9   | GBR 5   | FRA Ret | GER Ret | HUN 12  | BEL 12  | ITA 6   | USA 12  | JPN Ret |     |     | 14位 | 3        |
| 2003年 | トヨタ       | TF103    | AUS Ret | MAL Ret | BRA Ret | SMR 9   | ESP Ret | AUT Ret | MON 13  | CAN 8   | EUR Ret | FRA 8   | GBR 11  | GER 5   | HUN Ret | ITA Ret | USA Ret | JPN 10  |         |     |     | 15位 | 6        |
| 2004年 | トヨタ       | TF104    | AUS 13  | MAL 12  | BHR 9   | SMR 11  | ESP Ret | MON 8   | EUR 11  | CAN DSQ | USA 5   | FRA 15  | GBR Ret |         |         |         |         |         |         |     |     | 14位 | 6        |
| 2004年 | トヨタ       | TF104B   |         |         |         |         |         |         |         |         |         |         |         | GER 14  | HUN 11  | BEL 8   | ITA Ret | CHN 14  | JPN 14  | BRA |     | 14位 | 6        |
| 2005年 | トヨタ       | TF105    | AUS     | MAL     | BHR     | SMR     | ESP     | MON     | EUR     | CAN     | USA     | FRA TD  | GBR     | GER     | HUN     | TUR     | ITA     | BEL     | BRA     | JPN | CHN | -    | -        |

- 太字はポールポジション、斜字はファステストラップ (key)。

### インターコンチネンタル・ル・マン・カップ
| 年     | チーム                      | 使用車両              | クラス | 1     | 2      | 3     | 4   | 5   | 6   | 7   |
| ------ | --------------------------- | --------------------- | ------ | ----- | ------ | ----- | --- | --- | --- | --- |
| 2011年 | チーム・オレカ-マットムート | プジョー・908 HDi FAP | LMP1   | SEB 1 | SPA 10 | LMN 5 | IMO | SIL | PET | ZHU |

### ル・マン24時間レース
| 年     | チーム                          | コ・ドライバー                          | 使用車両                  | クラス | 周回 | 総合順位 | クラス順位 |
| ------ | ------------------------------- | --------------------------------------- | ------------------------- | ------ | ---- | -------- | ---------- |
| 2008年 | チーム・オレカ-マットムート     | マルセル・フェスラー サイモン・パジェノ | クラージュ・LC70-ジャッド | LMP1   | 147  | DNF      | DNF        |
| 2009年 | チーム・オレカ-マットムート AIM | ニコラ・ラピエール ソエイル・アヤリ     | オレカ・01-AIM            | LMP1   | 370  | 5位      | 5位        |
| 2010年 | チーム・オレカ-マットムート     | ニコラ・ラピエール ロイック・デュバル   | プジョー・908 HDi FAP     | LMP1   | 373  | DNF      | DNF        |
| 2011年 | チーム・オレカ-マットムート     | ニコラ・ラピエール ロイック・デュバル   | プジョー・908 HDi FAP     | LMP1   | 339  | 5位      | 5位        |